# 奥古斯特·居廷格尔
奥古斯特·居廷格尔（德語：August Güttinger，1892年7月10日—1970年11月），瑞士前男子竞技体操运动员。他曾获得1928年夏季奥运会男子团体全能金牌和1924年夏季奥运会男子双杠金牌。